# 玫瑰圣母圣殿 (布宜诺斯艾利斯)
玫瑰圣母圣殿（Basílica de Nuestra Señora del Rosario）及圣多明我修道院（Convento de Santo Domingo）是布宜诺斯艾利斯蒙特塞拉特区的一座18世纪罗马天主教宗座圣殿。

## 历史
1606年多明我会获得了土地，1751年聘请都灵建筑师Antonio Masella修建目前的教堂。1783年10月17日祝圣，次年，完成东塔。1849年西塔完成。
1910年庇护十世将其封为宗座圣殿。1922年10月8日教宗为玫瑰圣母像加冕，并举行盛大的庆祝游行。1942年5月21日，被宣布为国家历史古迹。
1955年6月16日，圣殿遭到焚烧和掠夺，失去许多珍贵文物。